# 亞基彩龜
亞基彩龜（學名：Trachemys yaquia）是彩龜屬下的一種龜。原産於墨西哥科阿韋拉州和锡那罗亚州。